# Osteogeneza dystrakcyjna
Osteogeneza dystrakcyjna – metoda zabiegowego wydłużania kości, najczęściej o kilka centymetrów.
Polega na przecięciu kości bez naruszania ciągłości okostnej i stopniowym odsuwaniu od siebie powstałych w ten sposób fragmentów przy pomocy rusztowań, stelaży lub implantów. Tempo rozciągania kości wynosi 0,5-1,0 mm dziennie. Komórki kościotwórcze wypełniają lukę, a powstała w ten sposób kość ma taką samą strukturę, jak naturalna (może być nawet bardziej wytrzymała). Jednocześnie mięśnie, nerwy i naczynia krwionośne ulegają rozciągnięciu i dopasowują się do nowego kształtu ciała.
Pierwsze próby przeprowadzano już na początku XX wieku. Metodę dopracował i spopularyzował Gawriił Ilizarow w latach 50. XX w. Aktualnie służy ona m.in. do wydłużania kości rąk, nóg i palców, modelowania mózgoczaszki, szczęki i żuchwy.

Przeczytaj ostrzeżenie dotyczące informacji medycznych i pokrewnych zamieszczonych w Wikipedii.